# Алмодовар (парафія)
Алмодовар (порт. Almodôvar; МФА: [aɫ.mu.ˈdo.vaɾ]) — парафія в Португалії, у муніципалітеті Алмодовар. Розташована в південній частині країни, на теренах історичної португальської провінції Алентежу. Входить до складу округу Бежа. За адміністративним поділом, чинним до 1976 року, терени парафії були складовою провінції Нижнє Алентежу. Належить до Безької діоцезії Католицької церкви. Патрон — святий Ільдефонс. Площа — 222,0669 км². Населення — 3788 ос. (2011). Слабо урбанізований регіон. Густота населення — 17,06 осіб/км²
. Код — 020201.

## Населення
| Кількість мешканців | Кількість мешканців | Кількість мешканців | Кількість мешканців | Кількість мешканців | Кількість мешканців | Кількість мешканців | Кількість мешканців | Кількість мешканців | Кількість мешканців | Кількість мешканців | Кількість мешканців | Кількість мешканців | Кількість мешканців | Кількість мешканців |
| ------------------- | ------------------- | ------------------- | ------------------- | ------------------- | ------------------- | ------------------- | ------------------- | ------------------- | ------------------- | ------------------- | ------------------- | ------------------- | ------------------- | ------------------- |
| 1864                | 1878                | 1890                | 1900                | 1911                | 1920                | 1930                | 1940                | 1950                | 1960                | 1970                | 1981                | 1991                | 2001                | 2011                |
| 3 499               | 3 692               | 3 864               | 4 072               | 4 357               | 4 184               | 4 937               | 5 753               | 6 116               | 5 453               | 4 150               | 3 828               | 3 591               | 3 596               | 3 788               |